# Magnétosphère de Saturne
La magnétosphère de Saturne est une cavité créée dans le vent solaire par le champ magnétique de la planète. Découverte en 1979 par la sonde Pioneer 11, la magnétosphère de Saturne est la deuxième plus vaste au sein du système solaire, après celle de Jupiter. La magnétopause, frontière entre la magnétosphère de Saturne et le vent solaire, se trouve à environ vingt fois le rayon de Saturne depuis le centre de la planète, tandis que la queue magnétique s'étire derrière sur des centaines de fois le rayon de la planète.
La magnétosphère de Saturne est remplie de plasma originaire de la planète et de ses satellites, notamment Encelade qui éjecte jusqu’à 600 kg/s de vapeur d’eau par ses geysers au pôle sud. Le champ magnétique se charge ainsi de 100 kg d’ions par seconde. Ce plasma se déplace de l’intérieur du champ vers la magnéto-queue.
L’interaction de la magnétosphère et des vents solaires crée des aurores polaires sur les pôles de la planète dans le domaine du visible, de l’infrarouge et de l’ultraviolet.
À l’intérieur de la magnétosphère se trouve une ceinture de radiation qui contient des particules d’énergie pouvant atteindre la dizaine de mégaélectronvolt. Ces particules ont alors une forte influence sur la surface des lunes glacées de Saturne.

## Découverte
Après la découverte des émissions radio décamétrique de Jupiter en 1955, des astronomes ont tenté en vain d’identifier de telles émissions en provenance de Saturne. La première preuve de l’existence d’un champ magnétique autour de Saturne date de 1974, quand ont été détectées de faibles ondes radio autour de 1 MHz.
La période de modulation de ces ondes a été évaluée à l’époque à 10 h 30, est interprété dès lors comme la période de rotation de Saturne. La première preuve directe est arrivée le 1er septembre 1979 lorsque la sonde Pioneer 11 mesura directement l’intensité du champ magnétique.

## Structure

### Champ interne
Comme Jupiter, le champ magnétique de Saturne est généré par un effet dynamo de l’hydrogène métallique liquide. Comme la Terre, ce champ magnétique est principalement dipolaire, de symétrie radiale par rapport à l’axe nord-Sud. Contrairement à la Terre, le pôle nord magnétique est bien situé sur l’hémisphère nord de la planète.
L’intensité de ce champ magnétique est d’environ 21 μT (0.21 G) ce qui est légèrement plus faible que le champ magnétique terrestre mais sur un rayon 580 fois plus grand.

### Dimensions et forme
La magnétosphère de Saturne est la deuxième plus grande magnétosphère du système solaire après celle de Jupiter.
La distance entre la magnétopause et le centre de Saturne peut varier entre 16 et 27 fois le rayon de Saturne. En effet sa position dépend de la pression des vents solaires et donc de l’activité solaire. L’arc de choc de Saturne, quant à lui, mesure 27 rayons saturniens soit environ 1 620 000 km.
Du côté opposé au soleil de la planète, les vents solaires donnent une forme allongée à la magnétosphère séparée en deux parties et appelée magnéto-queue.

### Régions magnétiques
La magnétosphère de Saturne est généralement découpée en quatre régions. La région la plus au centre, d’un rayon de 180 000 km, est un pur dipôle magnétique contenant du plasma absorbé par les particules des anneaux de Saturne. C’est dans cette zone que se situe la ceinture de radiation.
La seconde région, entre 180 000 et 360 000 km contient un tore de plasma froid, le plasma le plus dense de tout le système de Saturne. Ce plasma provient des lunes de Saturnes dont Encelade. Dans cette région le champ reste principalement dipolaire.
La troisième région, appelée la plasmagène étendue, se situe entre 360 000 et 840 000 km. Le champ magnétique n’est plus bipolaire, tandis que le plasma est confiné sur une bande équatoriale.
La quatrième région, la plus lointaine de Saturne (de 900 000 km à la magnétopause), se caractérise par une faible densité de plasma et un champ magnétique chaotique sous l’effet des vents solaires.
Au-delà de cette quatrième région, le champ magnétique s’affine et prend la forme d’un disque, appelé le magnéto-disque, reliant la magnétopause à la magnéto-queue

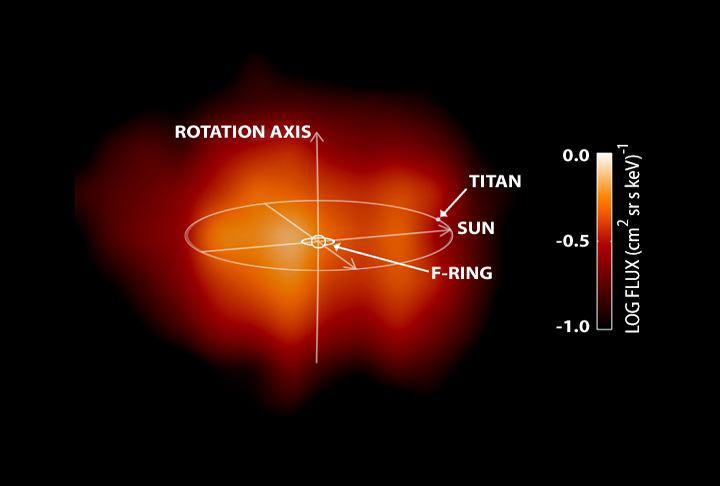
Plasma piégé dans la magnétosphère de Saturne

## Comportement dynamique
Les processus à l’origine de la magnétosphère de Saturne sont similaires à ceux de la Terre ou encore Jupiter. Celui de la Terre à en commun d’être de petite taille et donc d’être plus influencé par les vents solaires. Ainsi la dynamique du champ est affectée par des reconnexions magnétiques avec les vents solaires.

### Sources et transport du plasma

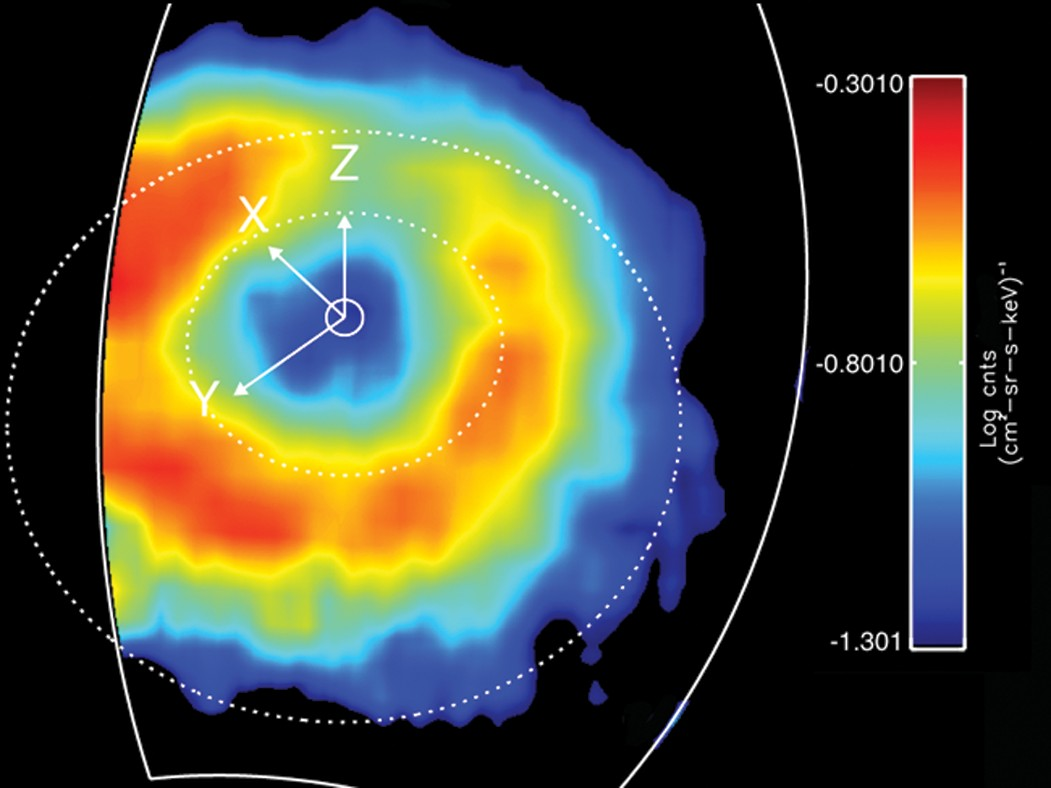
Anneau de courant autour de Saturne (Cassini)

Le plasma de saturne est principalement composé d’eau ionisé en 0+, H20+, OH+, H3O+ ainsi que des ions d’azote N+. La principale source d’eau est le satellite Encelade qui rejette près de 300 à 600 kg/s  de vapeur d’eau depuis ses geysers du pôle sud. La part de vapeur ionisée puis piégée dans la magnétosphère est estimée à 100 kg/s. Les autres sources du plasma sont les anneaux et les autres satellites glacés. La sonde Cassini a également décelé des traces d’ions N+ provenant probablement d’Encelade.
Dans les régions les plus excentrés de la magnétosphère, les ions sont majoritairement des protons originaires des vents solaires et de l’ionosphère de Saturne. Les régions les plus au centre (dans un rayon inférieur à 180 000 km), le plasma se compose d’O+ et O2+ qui se combinent avec des électrons pour former la ionosphère de Saturne.

### Onde kilométrique de Saturne

Spectre radio de Saturne comparé à d'autres planètes

Saturne est la source d’onde radio de faible fréquence appelée radiation kilométrique. Leurs fréquences varient entre 10 et 1 300 kHz avec une moyenne de 400 kHz. La puissance de ces ondes est fortement modulée par la rotation de la planète et la pression des vents solaires. On estime cette puissance à 1 GW.
L’émission de ces ondes coïncide avec les aurores boréales
La modulation des ondes radio est souvent utilisée pour estimer la période de rotation des géantes gazeuses. Cependant, la période de modulation semble varier dans le cas de Saturne d’après les mesures de Voyager 1 et 2 puis Cassini. Les observations montrent que la période de modulation peut varier de 1% sur une période de 20 à 30 jours. Des études montrent la corrélation entre la vitesse des vents solaires et la période de modulation.

### Ceinture de radiation

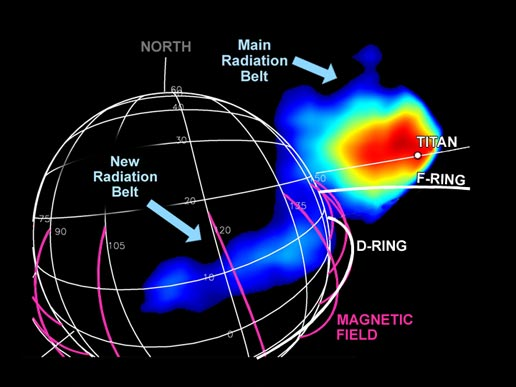
Ceinture de radiation de Saturne (Cassini)

La ceinture de radiation de Saturne est relativement faible car les particules chargées sont absorbées par les satellites et autres objets en orbite autour de la planète. La partie la plus dense de la ceinture se trouve entre le champ de gaz d’Encelade (à 3.5 rayons de Saturne) et l’anneau A (à 2.3 rayons de Saturne). Il contient des protons et électrons de 100 keV à 20 MeV. Entre 3,5 et 6 rayons de Saturne les particules sont absorbées par des gaz neutres, mais au-delà des particules de 100 keV reparaissent et contribue au courant de l’anneau. Les électrons et autres particules de 10 MeV proviennent de l’extérieur de la magnétosphère et sont transportés par diffusion. Les particules pouvant atteindre 20 MeV proviennent d’interactions entre les rayons cosmiques et des corps solides.